# Yacuanquer
Yacuanquer – miasto w Kolumbii, w departamencie Nariño.